# Ван ден Абеле, Альбин
Альбин ван ден Абеле (нидерл. Albijn Van den Abeele, 27 августа 1835, Синт-Мартенс-Латем — 16 ноября 1918, Синт-Мартенс-Латем) — бельгийский художник, принадлежавший к фламандской Латемской школе живописи.
Альбин ван дер Абеле был художником-самоучкой; рисовать он начал в сорокалетнем возрасте. В его ранних работах доминируют нежно-коричневые тона. После 1890 года создаёт серию полотен, посвящённых жизни леса. Наиболее характерны для Абеле пейзажи и изображения природы — растений и пр. Оказал влияние на творчество бельгийского живописца Валериуса де Саделера. Похоронен в родном городе, Синт-Мартенс-Латеме.

## Галерея

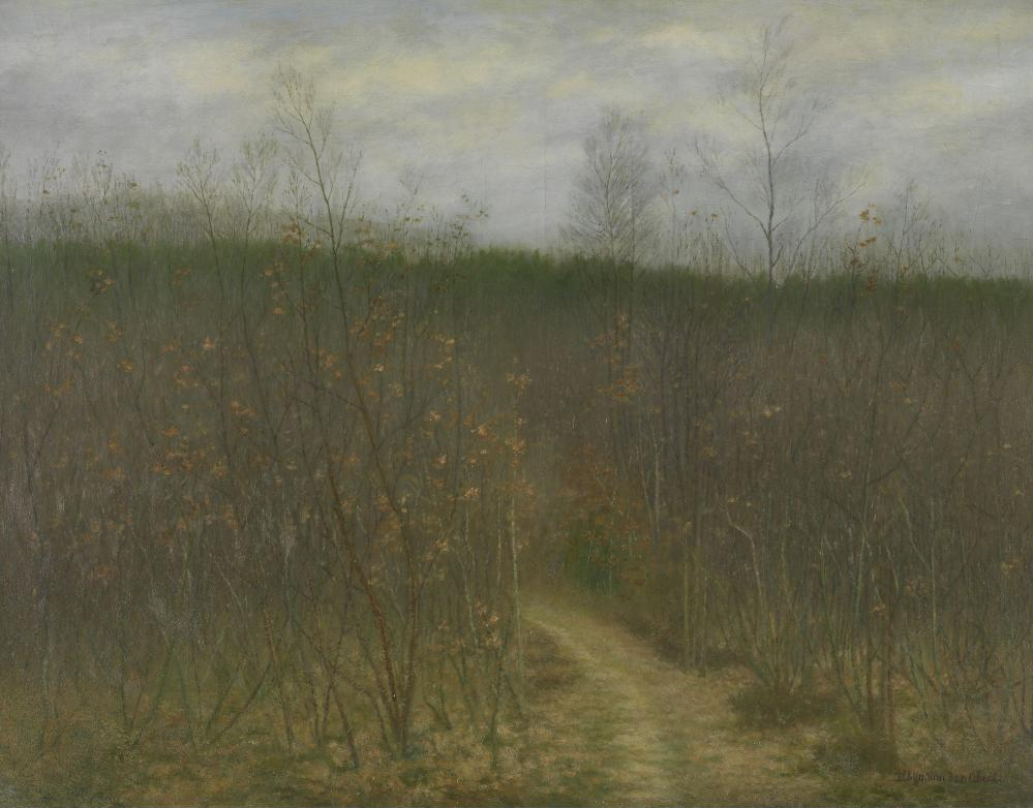
Кустарник в Синт-Мартенс-Латеме (1898). Музей изящных искусств (Гент)
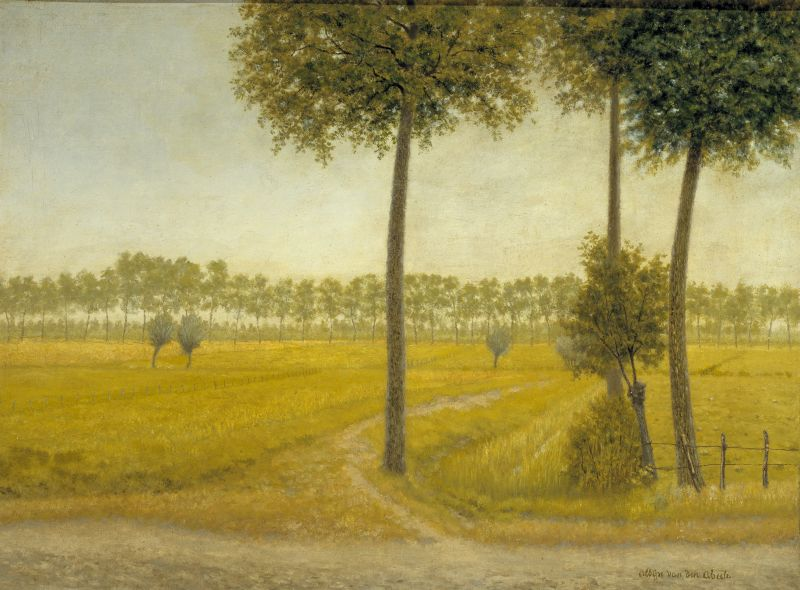
Поле весной (1890). Музей Дейнзе и бассейна Лис.
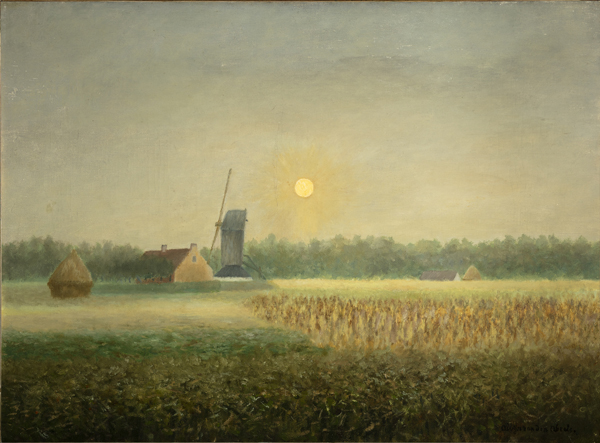
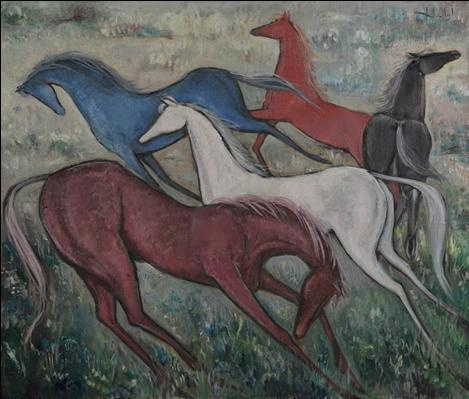
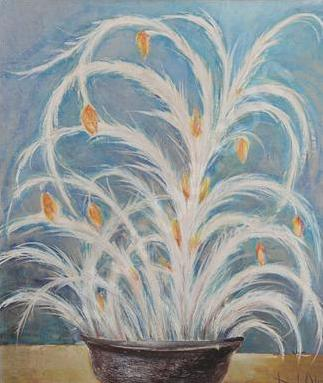